# Глезін Сергій Євгенович
Сергій Євгенович Глезін (рос. Серге́й Евге́ньевич Гле́зин; * 25 липня 1960, Ленінград) — радянський і російський мультиплікаційний монтажер і продюсер. Є режисером-постановником російського мультфільму «Три богатирі та Шамаханська цариця», який зібрав 575 070 210 рублів прокаті.

## Біографія
Народився 25 липня 1960 року в Ленінграді, СРСР.
У 1982 закінчив Ленінградський інститут кіноінженерів. У 1984-1998 працював на Ленінградській студії науково-популярних фільмів.
Звукооператор ряду неігрових та анімаційних фільмів. Працював технічним директором на студії «Міні-Синема».
Разом з Олександром Боярським, Сергієм Сєльянова, Валентином Васенкову, Костянтином Бронзіта і Володимиром Голоуніним створив студію анімаційного кіно «Мельница» в 1999, і в тому ж році до 2000 працював начальником виробництва і технічним директором студії «Мельница», а пізніше монтажером і виконавчим продюсером.
У 2010 році, Сергій Євгенович прославився як режисер-постановник першого кросовера франшизи «Три богатирі», за що став лауреатом премії «Золотий орел» 27 січня 2012 року.
В даний час, Сергій Глезін активно працює над усіма запланованими проектами студії «Мельница» в якості монтажера.

## Родина
- Дружина — Тетяна Дмитрівна Глезіна (* 18 березня 1959), начальник виробництва студії «Мельница» з 2000 року.
- Син — Кирило Глезін, в минулому звукорежисер студій «Мельница» і «Міді-Синема», один з перших сценаристів мультсеріалу «Лунтик та його друзі». Монтажер, музичний продюсер, барабанщик. З 2012 року активно займається концертною діяльністю. На даний момент є постійним учасником російської сінті-поп групи Tesla Boy, а так само тісно співпрацює з московським продюсером і музикантом Тімом Аміновим.
- Дочка — Яна Глезіна.

## Творчість

### Монтажёрскіе роботи
1. 2004 — Олешко Попович і Тугарин Змій
2. 2006 — Добриня Микитич та Змій Горинич
3. 2007 — Ілля Муромець і Соловей-Розбійник
4. 2008 — Правдива історія про трьох поросят
5. 2008 — Про Федота-стрільця, удалого молодця
6. 2011 — Іван Княженко та Сірий Вовк
7. 2012 — Три богатирі на далеких берегах
8. 2013 — Іван Княженко та Сірий Вовк 2
9. 2014 — Три богатирі. Хід конем
10. 2015 — Іван Княженко та Сірий Вовк 3
11. 2015 — Фортеця. Щитом і мечем
12. 2016 — Три богатирі та морський цар
13. 2017 — Урфін Джюс і його дерев'яні солдати
14. 2017 — Три богатирі та принцеса Єгипту
15. 2018 — Три богатирі і спадкоємиця престолу
16. 2019 — Урфін Джюс повертається
17. 2019 — Іван Княженко та Сірий Вовк 4
18. 2020 — Барбоскіни на дачі
19. 2020 — Кінь Юлій та великі перегони

### Продюсерські роботи
1. 2003 —  Карлик Ніс
2. 2004 — Олешко Попович і Тугарин Змій — виконавчий продюсер
3. 2005 — Контакт
4. 2011 — Іван Княженко та Сірий Вовк — виконавчий продюсер
5. 2014 — Три богатирі. Хід конем — виконавчий продюсер

### Звукооператор
- 1988 — Карусель (в збірнику «Дуже маленькі трагедії»)
- 1991 — Опівнічні ігри

### Режисерські роботи
- 2010 — Три богатирі та Шамаханська цариця (премія «Золотий орел»)

### Актор озвучування
1. 1991 — Опівнічні ігри
2. 2008 — Про Федота-стрільця, удалого молодця — посол з диких місць (звуки)
3. 2010 — Три богатирі та Шамаханська цариця — «нормальний хлопець» (звуки і мова)
4. 2012 — Три богатирі на далеких берегах — боярин, який вирішив дати дар Коливан / Гомума
5. 2016 — Три богатирі та морський цар — ведмідь